# Royal Navy
Royal Navy (pol. Królewska Marynarka Wojenna) – marynarka wojenna Wielkiej Brytanii, najstarsza zorganizowana siła zbrojna Zjednoczonego Królestwa.
Od roku 1692 aż do początków II wojny światowej była największą i najpotężniejszą flotą wojenną świata. To właśnie Royal Navy Wielka Brytania zawdzięcza pozycję mocarstwa, jaką miała w XIX wieku. Obecnie Royal Navy jest najsilniejszą marynarką wojenną spośród państw Europy i jedną z najnowocześniejszych na świecie.

## Historia
Od początków państwowości na Wyspach Brytyjskich marynarka odgrywała rolę głównej siły obronnej i zaczepnej Anglii, Wielkiej Brytanii i w końcu Imperium Brytyjskiego. Wyspy Brytyjskie oddzielone są od lądu stałego kanałem La Manche, którego szerokość w najwęższym miejscu wynosi około 32 kilometrów i każdy, kto chciałby dokonać agresji Wysp, musiał brać ten fakt pod uwagę. Zdobycie przewagi na morzu przez potencjalnych przeciwników oznaczałoby dla mieszkańców Wysp zagrożenie ich szlaków komunikacyjnych ze światem.

### Anglia (lata 800 do 1692)
Pierwsza flota wojenna powstała w królestwie angielskim już w IX wieku za panowania Alfreda Wielkiego, lecz po krótkim czasie poszła w rozsypkę. Po podboju Anglii przez Normanów królowie normańscy rozpoczęli budowę floty od założenia portów w Hastings, New Romney, Hythe, Dover i Sandwich oraz ustanowienia stanowiska ich nadzorcy. System ten zdawał egzamin za czasów Plantagenetów, jednak w okresie późniejszym okazał się mało skuteczny.

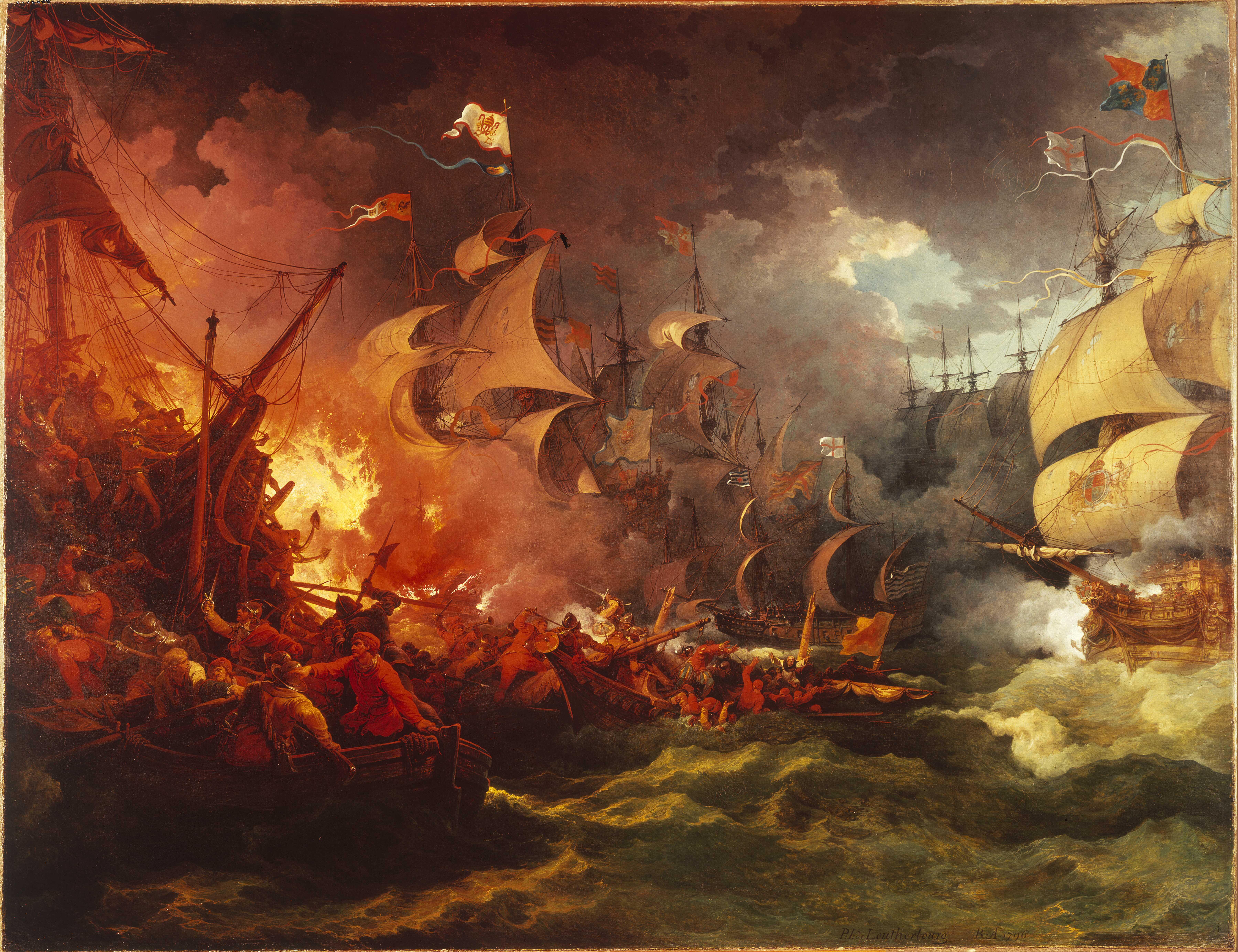
Zwycięstwo nad Wielką Armadą

Pierwszą reformę systemu normańskiego i rozbudowę Navy Royal (ówczesna nazwa Royal Navy) przeprowadzono w wieku XVI za czasów Henryka VIII. Pierwszy sprawdzian bojowy flota Henryka VIII przeszła w nierozstrzygniętej bitwie w cieśninie Solent, oddzielającej wyspę Wight od Anglii w 1545. Dwa lata później, po śmierci króla, Navy Royal liczyła 58 okrętów różnych typów.
W 1588 doszło do nieudanej próby inwazji Anglii przez Hiszpanów. Licząca 130 okrętów Wielka Armada króla Filipa II wypłynęła w kierunku Anglii, niosąc na pokładzie armię liczącą ok. 30 tys. żołnierzy. Na kanale La Manche miała spotkać się z kolejną grupą okrętów płynących z hiszpańskich Niderlandów. Splot szczęśliwych wypadków (sztorm na kanale La Manche, rozruchy w Niderlandach) i determinacja marynarzy Royal Navy ocaliły Anglię, a w dalszym okresie pozwoliły na przeniesienie wojny na wody Atlantyku i atakowanie hiszpańskich statków handlowych kursujących między koloniami a Hiszpanią.
Od czasów Elżbiety I datuje się stopniowy wzrost potęgi Royal Navy.

### 1692–1914
Trudno jednak mówić o istnieniu stałej floty wojennej Anglii aż do połowy XVII wieku, gdy kontrolę nad Fleet Royal przejął brytyjski parlament. Była to druga ważna reforma Royal Navy, przeprowadzona przez admirała Roberta Blake’a za rządów Olivera Cromwella. W przeciwieństwie do oddziałów armii lądowej, składających się z oddziałów pro- i antyrojalistycznych, marynarka otrzymała jednolite dowództwo.
Między rokiem 1692 a 1914 Royal Navy była najsilniejszą flotą wojenną na świecie. Jedyną poważną porażką, jaką na przestrzeni tego okresu poniosła Royal Navy, była bitwa pod Chesapeake z flotą francuską w roku 1781. Rewanż ze strony Royal Navy nastąpił ćwierć wieku później pod Trafalgarem, gdzie mniejsza flota brytyjska pokonała połączone siły francusko-hiszpańskie.

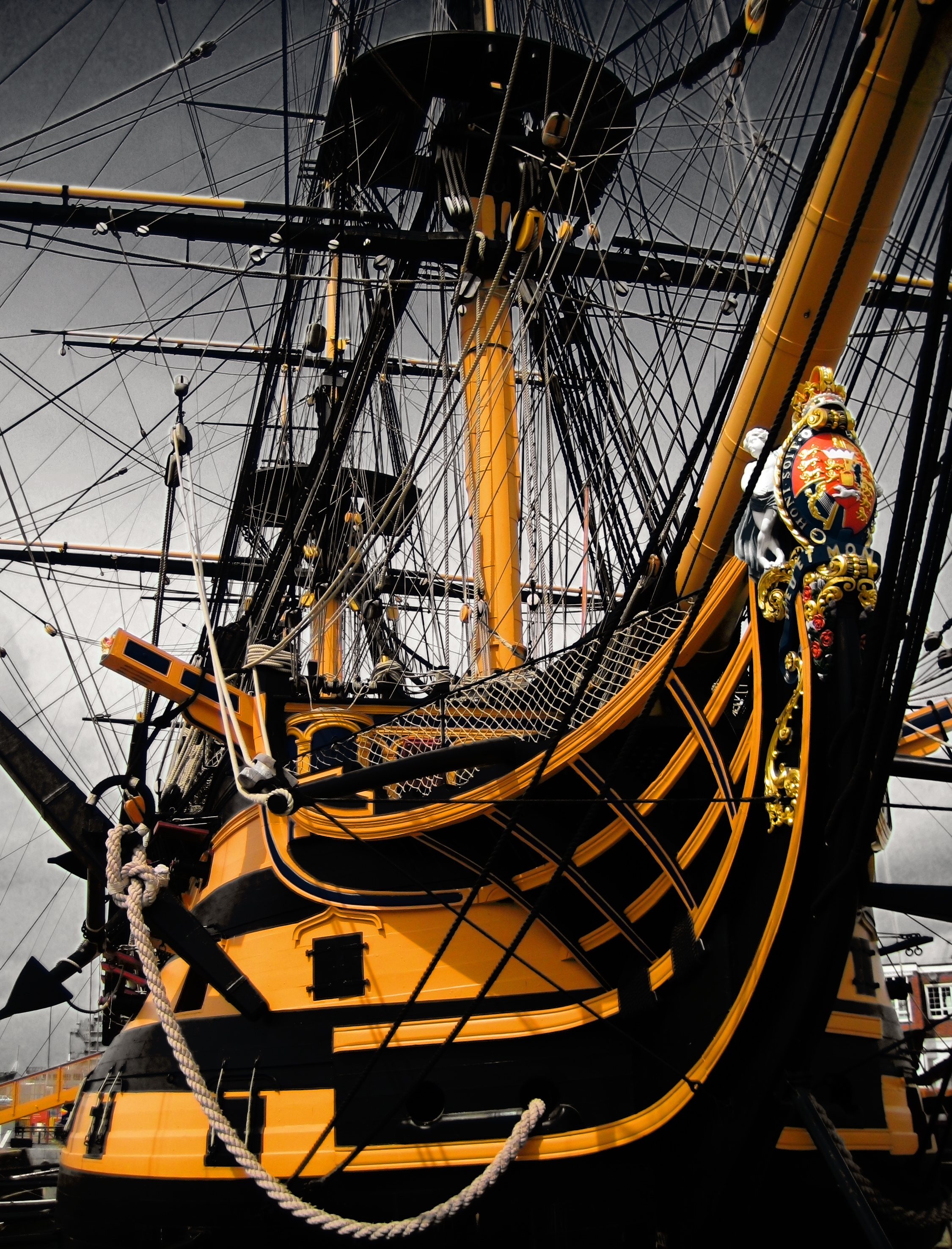
HMS Victory

Na przestrzeni całego XIX wieku Royal Navy była główną siłą pozwalającą na utrzymanie Imperium Brytyjskiego w całości. Do jej zadań w czasie pokoju należało zwalczanie piractwa, a po wprowadzeniu prawodawstwa zakazującego handlu niewolnikami również nadzorowanie przestrzegania zakazu.
Warunki służby w Royal Navy były ciężkie, nawet w porównaniu do ówczesnych standardów życiowych. Surowa dyscyplina, obejmująca kary chłosty i przeciągania pod stępką okrętu, nie zachęcała do zaciągania się w jej szeregi. W tej sytuacji wprowadzono prawo pozwalające na organizowanie przymusowych zaciągów, co prowadziło częstokroć do porywania mężczyzn i wcielania ich siłą w szeregi załóg. W XVIII wieku służby werbunkowe Royal Navy współpracowały z gangami, które upijały, przekupywały i dostarczały przyszłych marynarzy na pokłady okrętów. Zdarzały się nawet przypadki porywania dzieci. Szczyt tej działalności miał miejsce pod koniec wieku XVIII i na początku XIX; dochodziło do incydentów zatrzymywania przez okręty Royal Navy statków innych bander oraz przeszukiwania portów amerykańskich w poszukiwaniu zbiegów. W przypadku odnalezienia byli oni zabierani na pokład jednostek brytyjskich. We wczesnych latach 1800. uprowadzono w ten sposób siłą około 6000 obywateli amerykańskich, co było jedną z przyczyn wybuchu wojny ze Stanami Zjednoczonymi w 1812 roku.
Po zakończeniu wojen napoleońskich, w związku z redukcją sił Royal Navy, zmalało zapotrzebowanie na rekrutów i opisane tu praktyki zostały zarzucone.

### 1914–1945
Podczas I wojny światowej Royal Navy odgrywała kluczową rolę w zaopatrywaniu Wielkiej Brytanii w żywność, broń i surowce potrzebne dla prowadzenia działań wojennych. Jednocześnie zwalczała niemieckie okręty nawodne i podwodne na Morzu Północnym i Atlantyku. Do innych zadań Royal Navy w tym okresie należało zapewnienie bezpieczeństwa kolonii brytyjskich w Afryce i na Dalekim Wschodzie. Jedyną wielką bitwą nawodną stoczoną przez okręty Royal Navy w tym okresie była bitwa jutlandzka rozegrana w dniach 31 maja – 1 czerwca 1916 roku na Morzu Północnym.
Stan głównych klas okrętów Royal Navy na początku I wojny światowej, uzupełnienia i straty wojenne:
| Klasa                      | Stan na sierpień 1914 | Nowo zbudowane | Straty |
| -------------------------- | --------------------- | -------------- | ------ |
| Pancerniki (drednoty)      | 22                    | 13             | 2      |
| Pancerniki (przeddrednoty) | 41                    | –              | 10     |
| Krążowniki liniowe         | 10                    | 5              | 3      |
| Krążowniki                 | 114                   | 54             | 22     |
| Niszczyciele               | 221                   | 329            | 66     |
| Okręty podwodne            | 73                    | 98             | 56     |

II wojna światowa postawiła przed Royal Navy jeszcze trudniejsze zadania niż poprzednia. Ze względu na całkowite uzależnienie przemysłu Wielkiej Brytanii od dostaw surowców z zewnątrz i jednoczesne wsparcie gospodarcze udzielane przez Wielką Brytanię Związkowi Radzieckiemu okręty brytyjskie musiały chronić nie tylko konwoje płynące do Wielkiej Brytanii, ale również do portu w Murmańsku. Po ogłoszeniu przez hitlerowskie Niemcy nieograniczonej wojny podwodnej głównym przeciwnikiem Royal Navy nie była mało aktywna flota nawodna Niemiec, lecz znacznie trudniejsza do zwalczania flota U-bootów. Straty ponoszone przez flotę handlową w ciągu pierwszych lat wojny wzrastały zastraszająco: według oficjalnych danych, w ciągu czterech miesięcy roku 1939 marynarka handlowa Wielkiej Brytanii straciła 222 statki; w roku 1940 – 1056 (trzy statki dziennie), a w pierwszym półroczu 1941 – 760. Przełom nastąpił dopiero w roku 1943 po rozkręceniu machiny wojennej Stanów Zjednoczonych i opracowaniu nowych metod zwalczania okrętów podwodnych, a zwłaszcza udoskonaleniu sonaru.
Datująca się od tego okresu dominacja flot brytyjskiej i amerykańskiej umożliwiła przeprowadzenie operacji desantowych w północnej Afryce, na Sycylii, we Włoszech i utworzenie drugiego frontu w Normandii.
Podczas II wojny światowej Royal Navy straciła 1525 okrętów różnych klas i ok. 50 000 personelu.

### Okres zimnej wojny
Po zakończeniu II wojny światowej nastąpił wzrost potęgi Stanów Zjednoczonych, natomiast zdecydowanie zmalało znaczenie Imperium Brytyjskiego, które ostatecznie rozpadło się. W połączeniu z wielkimi stratami gospodarki Wielkiej Brytanii na skutek wojny oraz koniecznością wprowadzenia oszczędności, ograniczyło to dotychczasowe znaczenie Royal Navy, która przestała być największą marynarką świata obok amerykańskiej. Z około 900 większych okrętów i 866 tysięcy personelu na koniec wojny została ona zredukowana do 1950 roku do 112 okrętów i 140 tysięcy, łącznie z rezerwą. Z drugiej strony, wzrost zagrożenia ze strony Układu Warszawskiego wymuszał stałą modernizację sił brytyjskiej marynarki i utrzymywanie ich w gotowości bojowej. W roku 1962 do służby w Royal Navy wszedł pierwszy okręt podwodny o napędzie atomowym, a w roku 1968 w skład arsenału wprowadzono rakiety balistyczne Polaris z głowicami jądrowymi. W wyniku reorganizacji wydzielono siły do zwalczania okrętów podwodnych, grupę lotniskowców i flotyllę fregat i niszczycieli. Głównym zadaniem Royal Navy podczas ewentualnej wojny miało być zwalczanie radzieckich okrętów podwodnych na północnym Atlantyku.
Brytyjska marynarka we wczesnym okresie zimnej wojny prowadziła nadal działania bojowe na odległych akwenach. W 1946 roku brytyjskie okręty wymuszały na Albanii wolność żeglugi (incydent w Cieśninie Korfu), a w 1949 roku brały udział w działaniach antypartyzanckich na Malajach i działały na Jangcy w Chinach. Marynarka brytyjska wspierała działania sił międzynarodowych w wojnie koreańskiej. W 1956 roku natomiast wraz z marynarką francuską i Izraelem dokonała agresji na Egipt.

### Ostatnie operacje Royal Navy
Najpoważniejszą operacją wojskową od czasu drugiej wojny światowej, przeprowadzoną samodzielnie przez Royal Navy, była wojna o Falklandy w 1982 roku. Podczas walk o odległe od Wielkiej Brytanii o prawie 13 000 kilometrów wyspy, mimo utraty czterech okrętów wojennych Royal Navy udowodniła, że jest w stanie prowadzić działania wojenne praktycznie w dowolnym miejscu na świecie. Jednocześnie wojna ta zwróciła uwagę na znaczenie okrętów podwodnych i lotniskowców w prowadzeniu współczesnych operacji morskich.
Royal Navy brała również udział w wojnie w Zatoce Perskiej, konflikcie kosowskim, operacji w Sierra Leone, wspomagała amerykańską operację w Afganistanie w roku 2001 i inwazję na Irak w roku 2003. Okręty Royal Navy brały też udział w interwencji NATO w Libii.

## Royal Navy dzisiaj
Współcześnie zasięg działania Royal Navy obejmuje większość powierzchni wód kuli ziemskiej.

### Patrole na północnym Atlantyku
Obszar patrolowania rozciąga się na północ od Karaibów. Patrolowanie jest zadaniem okrętów eskortowych.

### Patrole na południowym Atlantyku
Obszar patrolowania rozciąga się od zachodnich wybrzeży Afryki na południe od Falklandów. Patrolowanie prowadzą wspólnie okręty Royal Navy i jednostki pomocnicze.

### Wody terytorialne Wielkiej Brytanii
Royal Navy nie zaznacza swej obecności na wodach terytorialnych Wielkiej Brytanii, ochronę łowisk i instalacji gazowych oraz naftowych zapewnia Eskadra Ochrony Łowisk wyposażona w specjalne jednostki patrolowe pełniące również rolę trałowców. Eskadra Irlandii Północnej ma przeciwdziałać próbom przemytu broni i innych materiałów, które mogłyby posłużyć terrorystom w Irlandii Północnej.

### Zatoka Perska
Royal Navy stale zaznacza swoją obecność w Zatoce Perskiej. Patrolowanie wód zatoki jest jednym z elementów wojny z terroryzmem.

### Daleki Wschód
Mimo że stała obecność Royal Navy na Dalekim Wschodzie należy do przeszłości, na mocy porozumienia między Australią, Malezją, Nową Zelandią, Singapurem i Wielką Brytanią, Royal Navy co trzy lata wydziela silny zespół morski biorący udział w ćwiczeniach na obszarze Pacyfiku.

### Morze Śródziemne
Royal Navy jest istotnym składnikiem sił morskich NATO. W związku z tym służbę na Morzu Śródziemnym pełnią jednostka eskortowa oraz jednostka do zwalczania min morskich.

## Okręty Royal Navy

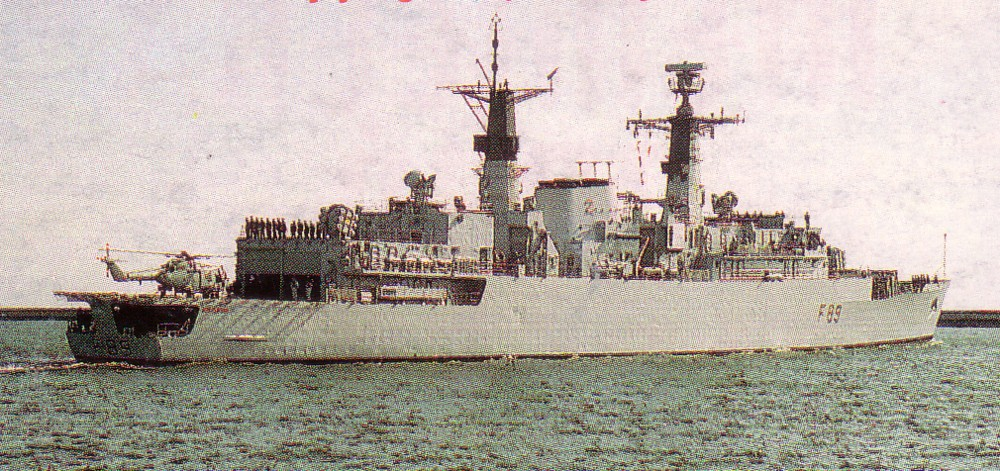
Fregata rakietowa HMS „Battleaxe”

Bojowe jednostki nawodne Royal Navy noszą nazwy z przedrostkiem HMS co jest akronimem od słów Her (His) Majesty’s Ship. W przypadku jednostek podwodnych akronim rozwijany jest jako Her (His) Majesty’s Submarine. Nazwy jednostek pomocniczych wchodzących w skład Royal Navy poprzedzane są akronimem RFA – Royal Fleet Auxiliary.

### Skład Royal Navy w ostatnim półwieczu
| Rok  | Okręty podwodne | Okręty podwodne | Okręty podwodne | Okręty podwodne | Lotniskowce | Lotniskowce | Lotniskowce | Okręty desantowe | Okręty nawodne | Okręty nawodne | Okręty nawodne | Okręty nawodne | Trałowce | Okręty patrolowe | Łącznie |
| Rok  | Σ               | SSBN            | SSN             | SS              | Σ           | CV          | CVL         | Okręty desantowe | Σ              | Krążowniki     | Niszczyciele   | Fregaty        | Trałowce | Okręty patrolowe | Łącznie |
| ---- | --------------- | --------------- | --------------- | --------------- | ----------- | ----------- | ----------- | ---------------- | -------------- | -------------- | -------------- | -------------- | -------- | ---------------- | ------- |
| 1960 | 48              | 0               | 0               | 48              | 9           | 6           | 3           | 0                | 145            | 6              | 55             | 84             |          |                  | 202     |
| 1965 | 47              | 0               | 1               | 46              | 6           | 4           | 2           | 0                | 117            | 5              | 36             | 76             |          |                  | 170     |
| 1970 | 42              | 4               | 3               | 35              | 5           | 3           | 2           | 2                | 97             | 4              | 19             | 74             |          |                  | 146     |
| 1975 | 32              | 4               | 8               | 20              | 3           | 1           | 2           | 2                | 72             | 2              | 10             | 60             | 43       | 14               | 166     |
| 1980 | 32              | 4               | 11              | 17              | 3           | 0           | 3           | 2                | 67             | 1              | 13             | 53             | 36       | 22               | 162     |
| 1985 | 33              | 4               | 14              | 15              | 4           | 0           | 4           | 2                | 56             | 0              | 15             | 41             | 45       | 32               | 172     |
| 1990 | 31              | 4               | 17              | 10              | 3           | 0           | 3           | 2                | 49             | 0              | 14             | 35             | 41       | 34               | 160     |
| 1995 | 16              | 4               | 12              | 0               | 3           | 0           | 3           | 2                | 35             | 0              | 12             | 23             | 18       | 32               | 106     |
| 2000 | 16              | 4               | 12              | 0               | 3           | 0           | 3           | 3                | 32             | 0              | 11             | 21             | 21       | 23               | 98      |
| 2005 | 15              | 4               | 11              | 0               | 2           | 0           | 2           | 3                | 26             | 0              | 8              | 18             | 16       | 23               | 85      |
| 2010 | 11              | 4               | 7               | 0               | 1           | 0           | 1           | 3                | 24             | 0              | 7              | 17             | 15       | 22               | 76      |
| 2015 | 10              | 4               | 6               | 0               | 0           | 0           | 0           | 3                | 19             | 0              | 6              | 13             | 15       | 22               | 69      |
| 2020 | 10              | 4               | 6               | 0               | 2           | 2           | 0           | 2                | 19             | 0              | 6              | 13             | 13       | 25               | 71      |
| 2025 | 9               | 4               | 5               | 0               | 2           | 2           | 0           | 0                | 14             | 0              | 6              | 8              | 8        | 18               | 51      |

### Obecny skład Royal Navy

#### Duże okręty nawodne
- Lotniskowce typu Queen Elizabeth (2): HMS Queen Elizabeth (R08), HMS Prince of Wales (R09)
- niszczyciele rakietowe typu 45 (6)
- fregaty rakietowe typu 23 (8)
- fregaty rakietowe typu 26 (3 w budowie, docelowo 8)
- fregaty rakietowe typu 31 (2 w budowie, docelowo 5)

#### Okręty podwodne
- okręty podwodne typu Vanguard – SSBN (4)
- okręty podwodne typu Astute – SSN (5, docelowo 7): HMS „Astute” (S119), HMS „Ambush” (S120), HMS „Artful” (S121), HMS „Audacious” (S122), HMS „Anson” (S123)

#### Pozostałe typy
- niszczyciele min typu Sandown (7)
- niszczyciele min typu Hunt (8)
- okręty patrolowe typu River (4)
- arktyczny lodołamacz patrolowy (1): HMS Protector (A173)
- szybkie łodzie patrolowe typu Archer (P-2000) (18)
- okręty hydrograficzne typu Echo (2)
- oceaniczny okręt hydrograficzny (1): HMS Scott (H131)

## Fleet Air Arm
Royal Navy dysponuje własnym lotnictwem, niezależnym od Royal Air Force, a zwanym Fleet Air Arm. W przeszłości dysponowało ono m.in. odrzutowcami Hawker Siddeley Harrier, czy McDonnell Douglas F-4 Phantom II, obecnie wykorzystuje 177 statków powietrznych, głównie śmigłowców:
| Samolot                    | Zdjęcie  | Producent         | Typ                                                | Wersja               | Liczba sztuk | Uwagi |
| Samoloty                   | Samoloty | Samoloty          | Samoloty                                           | Samoloty             | Samoloty     | Samoloty |
| -------------------------- | -------- | ----------------- | -------------------------------------------------- | -------------------- | ------------ | --- |
| BAE Hawk                   |          | Wielka Brytania   | szkolny                                            | T1                   | 12           | |
| Beechcraft Avenger         |          | Stany Zjednoczone | szkolny                                            |                      | 4            | |
| Grob G-115D2 Tutor         |          | Niemcy            | szkolny                                            |                      | 5            | |
| Śmigłowce                  |          |                   |                                                    |                      |              | |
| AgustaWestland Merlin      |          | Wielka Brytania   | transportowy/ZOP                                   | HM1                  | 42           | |
| Westland Lynx              |          | Wielka Brytania   | śmigłowiec morskiśmigłowiec bojowy                 | HMA8AH7              | 336          | Zamówiono 28 AW159 Wildcat |
| Westland Sea King          |          | Wielka Brytania   | transportowySearch and rescuewczesnego ostrzegania | HC4 HAS6(CR)HU5ASaC7 | 371613       | HC-4 zastąpi 25 Merlinów z RAF, maszyny SAR zastąpią śmigłowce publiczno-prywatnego konsorcjum, wykorzystywane Merliny otrzymają wyposażenie elektroniczne z ASaC7 dla ich zastąpienia. |
| Eurocopter AS365N3 Dauphin |          | Francja           | treningowy                                         |                      | 2            | |

## Główne Dowództwo Royal Navy
Głównym dowódcą Royal Navy znanym jako Lord Admirał jest panujący monarcha brytyjski. W chwili obecnej jest nim król Karol III. Od strony profesjonalnej ciężar ten spoczywa na barkach Admiralicji.

### Komandor głównodowodzący Floty
Od roku 1971 istnieje w Royal Navy tylko jeden szczebel dowództwa operacyjnego floty. Po wycofaniu się z Singapuru Floty Wschodnia i Zachodnia zostały połączone pod wspólnym dowództwem. Siedzibą głównego dowództwa jest Northwood, choć większość obsługi technicznej przeniesiono do Plymouth.

## Bandery

Bandera wojenna
Bandera admirała
Bandera wiceadmirała
Bandera kontradmirała
Bandera komodora